# Kasseler Hütte (Zillertaler Alpen)
Die Kasseler Hütte ist eine Schutzhütte, sie liegt nach eigenen Angaben auf 2177 m ü. A., laut BEV auf 2178 m ü. A. in den Zillertaler Alpen am Talschluss der Stilluppe, oberhalb von Mayrhofen und gehört der Sektion Kassel des Deutschen Alpenvereins.

## Geschichte
Nach dem Verlust der alten Kasseler Hütte infolge des Ersten Weltkriegs wurde die neue Hütte der Sektion Kassel des DuOeAV am 27. August 1927, zum 40-Jahr-Jubiläum der Sektion, eingeweiht. Erster Hüttenwirt wurde der damals 70-jährige Gustav Gotthilf Winkel. Der Name lautete anfangs Stillupphütte. Ab 1930 konnte der Übergang zur westlich gelegenen Greizer Hütte, heute Teil des Berliner Höhenweges, begangen werden. 1978, nach langer Bauzeit, war die Verbindung zur Edelhütte über den Aschaffenburger Höhenweg (Siebenschneidenweg) fertiggestellt. 1999 erhielt die Hütte das Umweltgütesiegel für Alpenvereinshütten.

## Zugänge

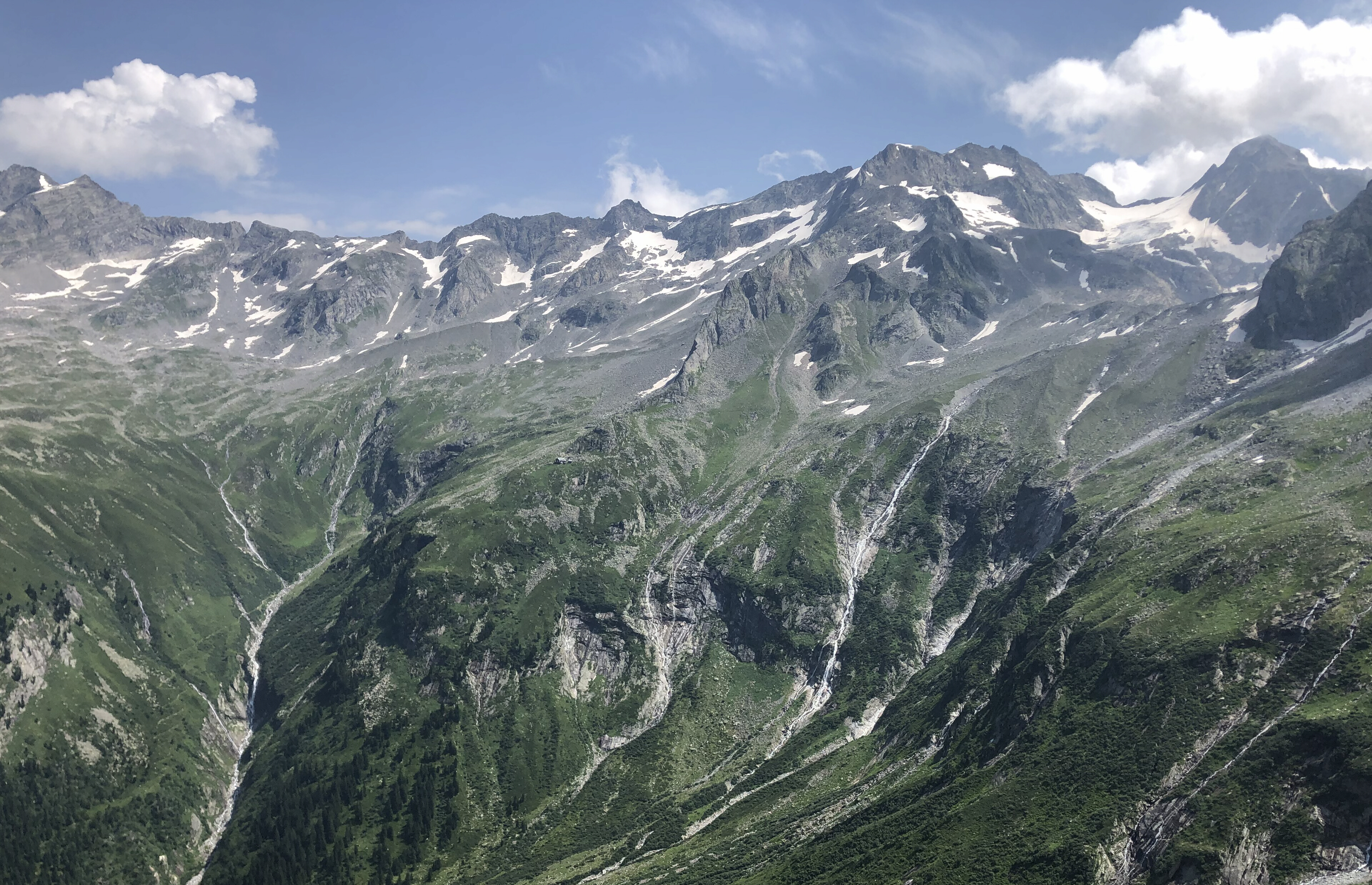
Lage der Kasseler Hütte im Stillupgrund vor der Rosswandspitze (links), den Stangenspitzen (Mitte rechts) und der Wollbachspitze (rechts), dazwischen das Östliche Stillupkees

- Von Mayrhofen aus führt eine mautpflichtige Fahrstraße zum Stilluppspeicher. Von dort ist die Hütte über einen ausgebauten Weg, der zum Berliner Höhenweg führt, in 2½ Stunden zu erreichen.
- Von Mayrhofen herauf verläuft über den Hüttenzugang der Zentralalpenweg 02.

## Übergänge
- Greizer Hütte (über Lapenscharte, 2701 m), Seilversicherung im Bereich der Eisenklamm, Bäche müssen teils ohne Brücken überquert werden
- Edelhütte (über Aschaffenburger Höhenweg, 2878 m, schwieriger, sehr langer Weg, an mehreren Stellen Seilversicherung)
- Sundergrund mit Kainzenalm über Stangenjoch, 3066 m (Gletscherübergang)
- Steinhaus (Ahrntal) über Keilbachjoch, 2833 m (Alpine Route!)

## Gipfel (Auswahl)
- Großer Löffler, 3379 m, Gehzeit 7 Stunden.
- Grüne-Wand-Spitze, 2946 m, Gehzeit 2½ Stunden.
- Hintere Stangenspitze, 3225 m, Gehzeit 3½ Stunden.
- Keilbachspitze, 3094 m, Gehzeit: 3½ Stunden.
- Wollbachspitze, 3210 m, Gehzeit: 3½ Stunden.

## Karte
- Alpenvereinskarte 1:25.000, Blatt 35/2, Zillertaler Alpen Mitte